# Basavamyces litseae
Basavamyces litseae är en svampart som beskrevs av Hosag., C.K. Biju & T.K. Abraham 2005. Basavamyces litseae ingår i släktet Basavamyces och familjen Meliolaceae.   Inga underarter finns listade i Catalogue of Life.